# José Monaga
José Luis Monaga Quiñónez (n. Eloy Alfaro, Esmeraldas; 29 de marzo de 1998) es un futbolista ecuatoriano. Juega como defensa y su equipo actual es Libertad Fútbol Club de la Serie A de Ecuador.

## Trayectoria
Se inició jugando para las formativas de El Nacional, debutando con el equipo principal en 2017 en la primera división del fútbol ecuatoriano. A la siguiente temporada es cedido a préstamo al Mushuc Runa que se encontraba jugando en la Serie B de Ecuador y con el cual consigue el ascenso a la Serie A al consagrarse campeón de la Serie B.
En 2019 retorna al El Nacional con el cual disputó algunos encuentros de la naciente Copa Ecuador, donde fueron eliminados por el Barcelona de Guayaquil en los cuartos de final. Al final de esa temporada con los militares culminó con cuatro partidos jugados en Serie A y aunque no logró marcar goles, tuvo destacadas actuaciones.
En 2020 participó con los puros criollos en la Copa Sudamericana, pero no lograron avanzar de ronda, tras ser eliminados en la primera fase ante el Fénix de Uruguay, al caer derrotado 1-0 en el juego de ida y al empatar 2-2 en el juego de vuelta, quedándose en el camino de dicho torneo.

## Selección nacional
Fue convocado a la selección sub-23 de Ecuador.

## Estadísticas

### Clubes
Actualizado al último partido disputado el 16 de agosto de 2025.
| Club                     | Div.          | Temporada     | Liga  | Liga  | Copas nacionales | Copas nacionales | Copas internacionales | Copas internacionales | Total | Total |
| Club                     | Div.          | Temporada     | Part. | Goles | Part.            | Goles            | Part.                 | Goles                 | Part. | Goles |
| ------------------------ | ------------- | ------------- | ----- | ----- | ---------------- | ---------------- | --------------------- | --------------------- | ----- | ----- |
| El Nacional · Ecuador    | 1.ª           | 2017          | 1     | 0     | Inexistentes     | Inexistentes     | Inexistentes          | Inexistentes          | 1     | 0     |
| El Nacional · Ecuador    | 1.ª           | 2018          | 1     | 0     | Inexistentes     | Inexistentes     | 0                     | 0                     | 1     | 0     |
| Mushuc Runa · Ecuador    | 2.ª           | 2018          | 19    | 0     | Inexistentes     | Inexistentes     | Inexistentes          | Inexistentes          | 19    | 0     |
| El Nacional · Ecuador    | 1.ª           | 2019          | 4     | 0     | 2                | 0                | Inexistentes          | Inexistentes          | 6     | 0     |
| El Nacional · Ecuador    | 1.ª           | 2020          | 18    | 0     | —                | —                | 0                     | 0                     | 18    | 0     |
| El Nacional · Ecuador    | Total club    | Total club    | 24    | 0     | 2                | 0                | 0                     | 0                     | 26    | 0     |
| Mushuc Runa · Ecuador    | 1.ª           | 2021          | 5     | 0     | —                | —                | Inexistentes          | Inexistentes          | 5     | 0     |
| Mushuc Runa · Ecuador    | 1.ª           | 2022          | 21    | 0     | 8                | 1                | 0                     | 0                     | 29    | 1     |
| Mushuc Runa · Ecuador    | 1.ª           | 2023          | 22    | 0     | —                | —                | —                     | —                     | 22    | 0     |
| Mushuc Runa · Ecuador    | Total club    | Total club    | 67    | 0     | 8                | 1                | 0                     | 0                     | 75    | 1     |
| Orense · Ecuador         | 1.ª           | 2024          | 5     | 0     | 0                | 0                | —                     | —                     | 5     | 0     |
| Orense · Ecuador         | Total club    | Total club    | 5     | 0     | 0                | 0                | 0                     | 0                     | 5     | 0     |
| La Unión · Ecuador       | 3.ª           | 2024          | 18    | 1     | 0                | 0                | —                     | —                     | 18    | 1     |
| La Unión · Ecuador       | Total club    | Total club    | 18    | 1     | 0                | 0                | 0                     | 0                     | 18    | 1     |
| Libertad F. C. · Ecuador | 1.ª           | 2025          | 17    | 1     | 0                | 0                | —                     | —                     | 17    | 1     |
| Libertad F. C. · Ecuador | Total club    | Total club    | 17    | 1     | 0                | 0                | 0                     | 0                     | 17    | 1     |
| Total carrera            | Total carrera | Total carrera | 131   | 2     | 10               | 1                | 0                     | 0                     | 141   | 3     |
| 1.                       |               |               |       |       |                  |                  |                       |                       |       |       |

### Participaciones internacionales
| Torneo                 | Club        | Resultado    |
| ---------------------- | ----------- | ------------ |
| Copa Sudamericana 2020 | El Nacional | Primera fase |
| Copa Sudamericana 2022 | Mushuc Runa | Primera fase |

## Palmarés

### Campeonatos nacionales
| Título             | Club        | Año  |
| ------------------ | ----------- | ---- |
| Serie B de Ecuador | Mushuc Runa | 2018 |